# باريس تورز 2004
باريس تورز 2004 (بالفرنسية: Paris-Tours 2004)‏ هو سباق دراجات هوائية، وهو الموسم رقم 98 من باريس تورز، وأقيم في 10 أكتوبر 2004 ضمن سباقات كأس العالم لسباق الدراجات على الطريق 2004 ‏.
فاز بالمركز الأول إريك ديكر، وبالمركز الثاني دانيلو هوندو، وبالمركز الثالث أوسكار فريري.

## الفائزون
| الترتيب | الفائز       |
| ------- | ------------ |
| الفائز  | إريك ديكر    |
| الثاني  | دانيلو هوندو |
| الثالث  | أوسكار فريري |